# Сиахчешме
Сиахчешме́, или Сиахчашме́, или Караэйни (перс. سیه‌چشمه‎, азерб. Siyahçeşmə) — город на северо-западе Ирана, в провинции Западный Азербайджан. Административный центр шахрестана Чалдоран.

## География
Город находится в северо-западной части Западного Азербайджана, в горной местности, на высоте 1866 метров над уровнем моря.
Сиахчешме расположен на расстоянии приблизительно 160 километров к северо-северо-западу (NNW) от Урмии, административного центра провинции и на расстоянии 710 километров к северо-западу от Тегерана, столицы страны.

## Население
На 2006 год население составляло 14 189 человек; в национальном составе преобладают азербайджанцы и курды, в конфессиональном — мусульмане.

## Достопримечательности
В окрестностях города расположен древний армянский Монастырь Святого Фаддея, включённый в 2008 году в список Всемирного наследия ЮНЕСКО. Также, в одной из окружающих город скал находится гробница, высеченная в период существования государства Урарту.